# Cybianthus poeppigii
Cybianthus poeppigii är en viveväxtart som beskrevs av Carl Christian Mez. Cybianthus poeppigii ingår i släktet Cybianthus, och familjen viveväxter. Inga underarter finns listade i Catalogue of Life.